# Observatoire astronomique de Strasbourg
 (décembre 2023).
Si vous disposez d'ouvrages ou d'articles de référence ou si vous connaissez des sites web de qualité traitant du thème abordé ici, merci de compléter l'article en donnant les références utiles à sa vérifiabilité et en les liant à la section « Notes et références ».
L'Observatoire astronomique de Strasbourg est situé sur le campus historique de l'Université de Strasbourg. Il a été fondé en 1881. C'est un établissement de recherche et d'enseignement, qui contient également le Centre de données astronomiques de Strasbourg. Le planétarium faisait partie de l'Observatoire jusqu'en 2008.

## Histoire

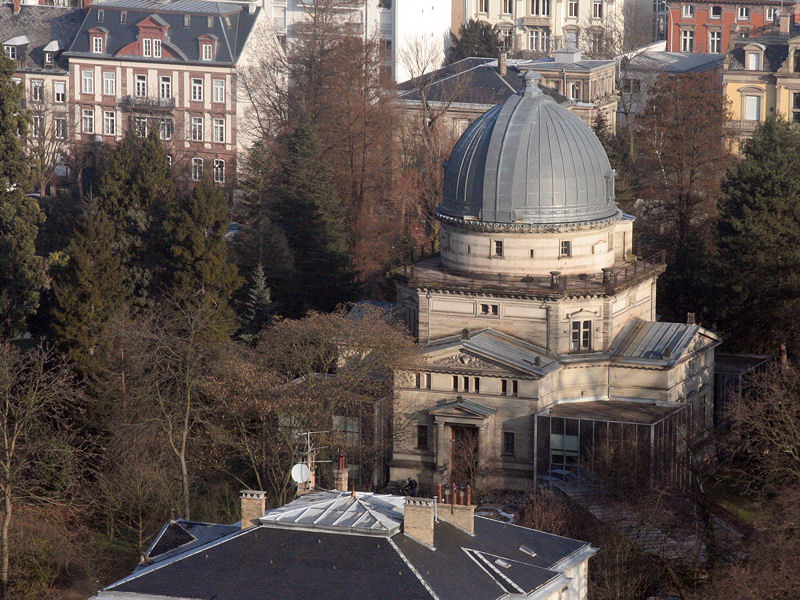
L'observatoire de Strasbourg vu depuis la tour de chimie

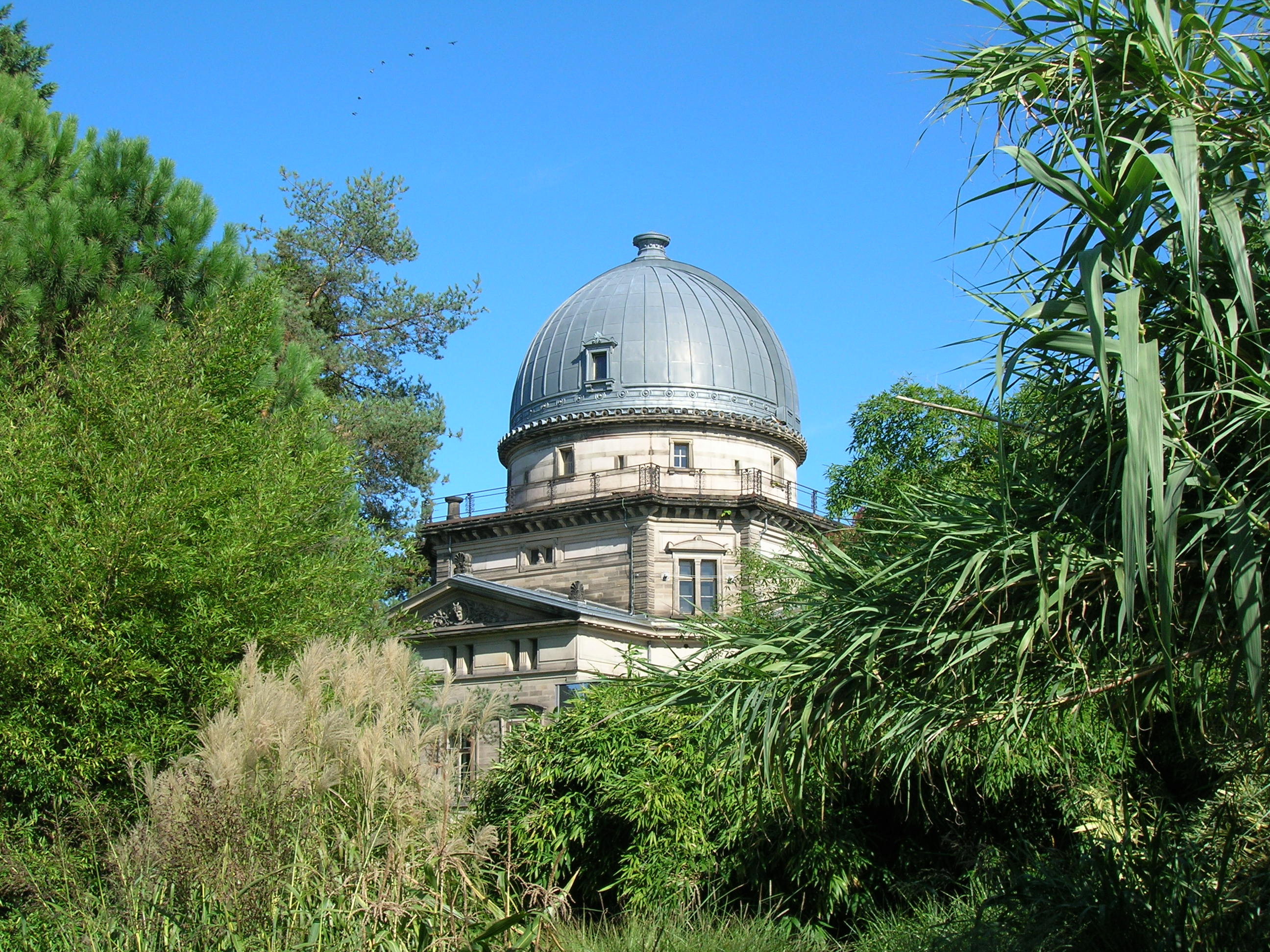
La grande coupole de l'observatoire de Strasbourg, vue depuis le jardin botanique de l'Université.

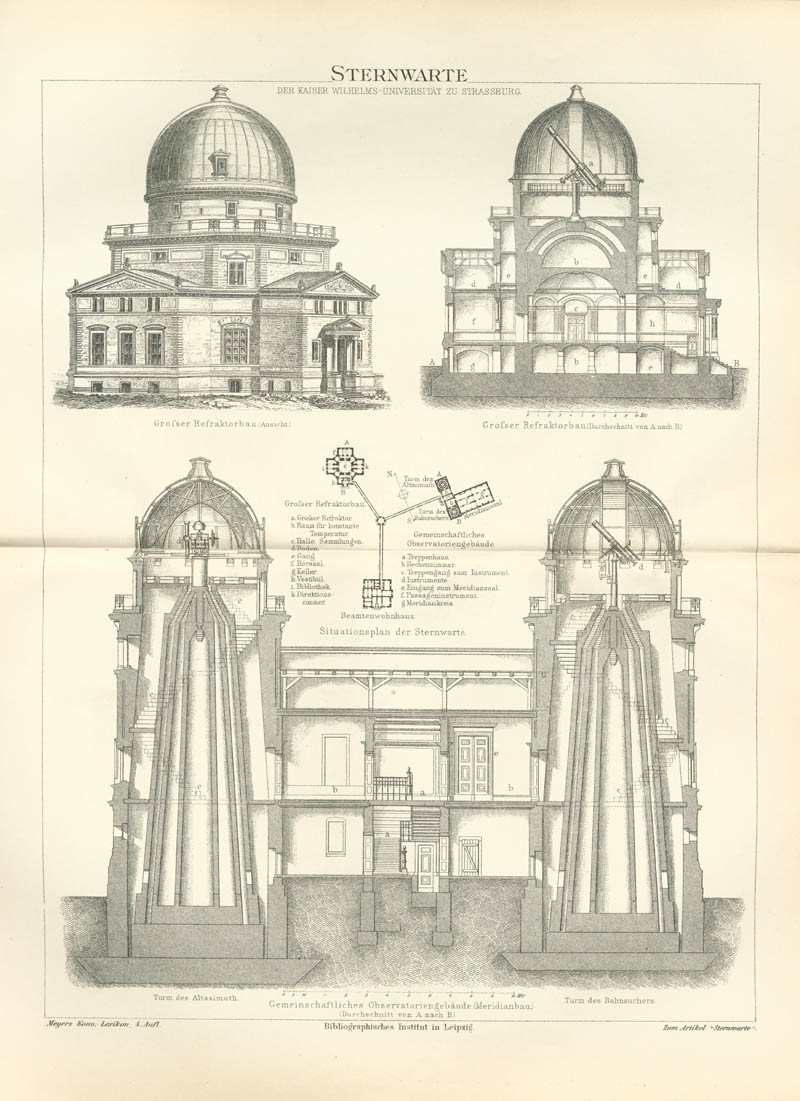
Schéma, coupe et plan sur une planche du Meyers Konversations-Lexikon (1885-1890)

Cet observatoire est en réalité le troisième observatoire de Strasbourg : le premier avait été construit en 1673 sur une des tours d'enceinte de la ville (l'astronome Julius Reichelt a notamment joué un rôle dans sa mise en place), et le second en 1828 sur le toit des bâtiments de l'Académie.
Sur son emplacement actuel, à 1 km à l'est de la cathédrale, l'existence de l'observatoire de Strasbourg procède d'une forte décision politique : lorsque l'Alsace-Moselle est cédée à l'Allemagne après la guerre franco-prussienne de 1870, l'empereur Guillaume Ie d'Allemagne décide de faire de Strasbourg une vitrine : triplant la superficie de la ville, il y installe une université comprenant un jardin botanique et un observatoire astronomique.
Édifice de style néorenaissance, construit entre 1876 et 1880 sur les plans de l'astronome allemand August Winnecke, l'observatoire est inauguré le 22 septembre 1881. Il est constitué de trois bâtiments : une Grande Coupole, un bâtiment des salles méridiennes avec deux coupoles, et un bâtiment à usage de bureau et de résidence. Ils sont reliés entre eux par un couloir en forme de « Y » permettant de se déplacer de nuit entre les bâtiments sans générer de lumières parasites.
Le bâtiment est doté de quatre frontons sur lesquels sont figurés l'Aurore, le Soleil, la Lune et l'Aurore boréale.

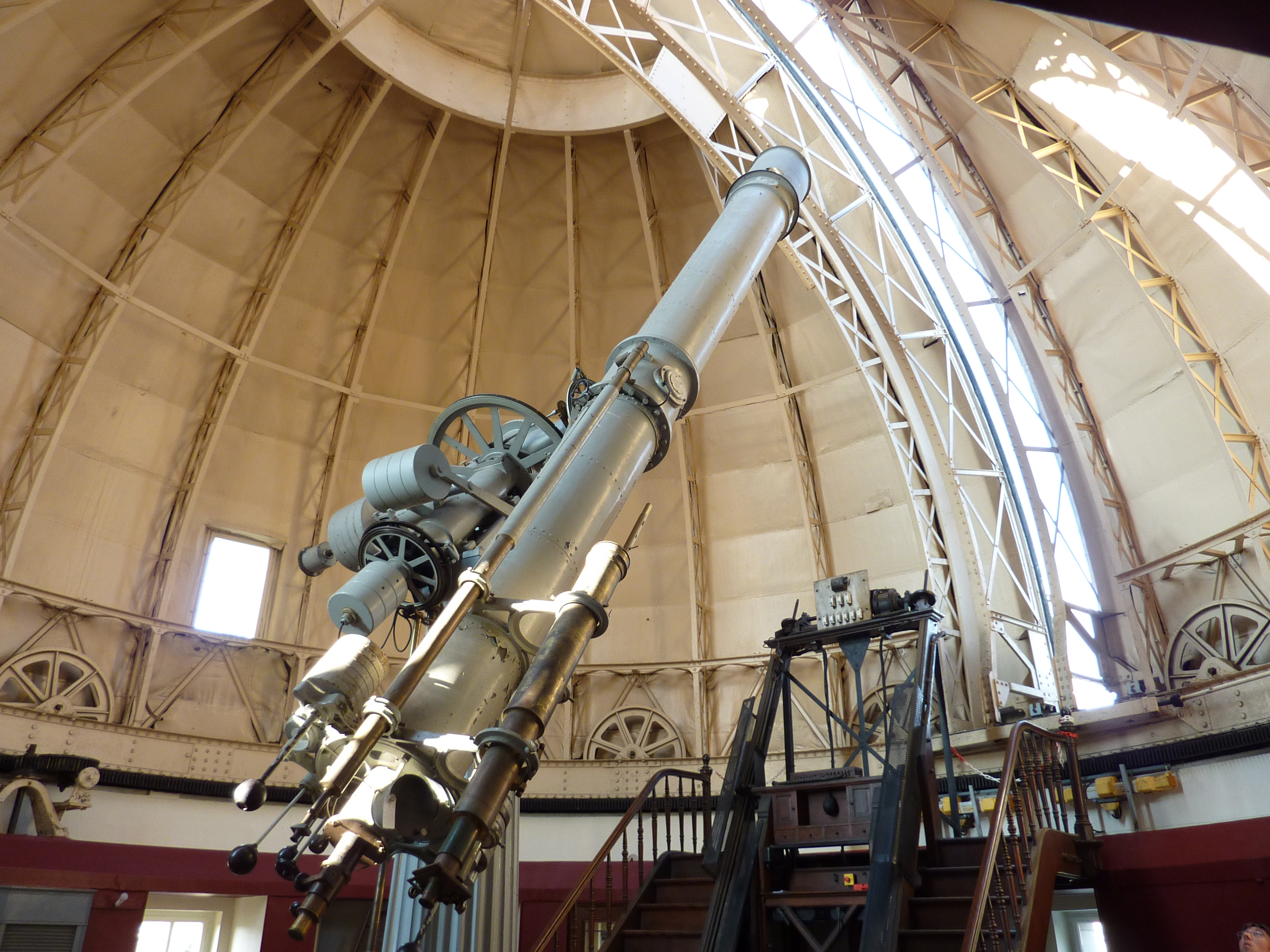
Lunette astronomique sous la Grande Coupole

La Grande Coupole en fer, de 9,2 mètres de diamètre et pesant 34 tonnes, contient le Grand Réfracteur, une lunette de 48,7 cm d'ouverture et 7 m de focale, construite en 1877, la plus grande d'Europe au moment de son installation et aujourd'hui (2008) la troisième de France en taille, après celles de Meudon et Nice. Un parapet, rénové en 2023-2024, permettait autrefois de faire le tour de la grande coupole à une plus petite lunette permettant la découverte de comètes. Après avoir été équipée d'une lunette de 13,6 cm construite en 1879, puis d'un télescope de 60 cm jusqu'en janvier 2012, la coupole nord du bâtiment des salles méridiennes est dotée de deux télescopes de 35 cm, équipés d'une caméra CCD et d'un spectrographe. Quant à la coupole sud, elle abrite une lunette de 21 cm après avoir eu une lunette de 16,2 cm construite en 1876.
L’Observatoire a subi, tout comme la région dans son ensemble, les vicissitudes de l'Histoire, changeant plusieurs fois de nationalité. Durant la Seconde Guerre mondiale, il eut même un directeur de chaque nationalité, l'un à Strasbourg, l'autre à Clermont-Ferrand où l'université de Strasbourg s'était exilée. Les directeurs (Esclangon, Danjon, Egret) furent également par la suite directeurs de l'observatoire de Paris.
En 1981 l'observatoire est doté d'un planétarium, aménagé dans une ancienne salle méridienne. Le planétarium déménage ensuite dans un bâtiment différent en 2023.

### Évolution scientifique
La vocation initiale concerne pour partie l'astronomie de position, et l'observation de comètes, de météorites, d'étoiles variables. Vint ensuite la photométrie de nébuleuses, l'observation d'étoiles doubles.
Lors du retour de Strasbourg à la France, Esclangon maintient le haut niveau de l'observatoire. Installant électricité, téléphone et TSF, machines-outils, il s'intéresse à la chronométrie (il sera ultérieurement l'initiateur de l'horloge parlante). Son successeur Danjon perfectionne l'instrumentation (photomètre, lunette méridienne, astrolabe).
Pierre Lacroute prend néanmoins acte que l'observation astrométrique au sol a atteint ses limites instrumentales. À partir de 1965 il songe à l'observation satellitaire et propose le concept du satellite Hipparcos en 1973 à l'Agence spatiale européenne (l'European Space Research Organization, à cette époque). Dans le même temps, il développe l'archivage informatique, qui contribuera à donner naissance au centre de données stellaires, qui deviendra ensuite le centre de données astronomiques de Strasbourg.

## Activités
L'observatoire est un observatoire des sciences de l'univers (OSU) de l'Institut national des sciences de l'univers (INSU), et une unité mixte de recherche (UMR 7550) du Centre national de la recherche scientifique (CNRS) et de l'Université de Strasbourg. Comme pour tout observatoire des sciences de l'univers, plusieurs missions doivent être remplies : recherche, enseignement, services d'observation et diffusion des connaissances.
| Nom                | Dates     | Notes                       |
| ------------------ | --------- | --------------------------- |
| August Winnecke    | 1872-1886 |                             |
| Wilhem Schur       | 1882-1886 | intérim                     |
| Hermann Kobold     | 1886-1887 | intérim                     |
| Ernst Becker       | 1887-1909 |                             |
| Julius Bauschinger | 1909-1919 |                             |
| Albert Baldit      | 1919      | intérim                     |
| Ernest Esclangon   | 1919-1929 |                             |
| André Danjon       | 1929-1945 | 1939-1945: Clermont-Ferrand |
| Johannes Hellerich | 1941-1944 | à Strasbourg                |
| Pierre Lacroute    | 1946-1976 |                             |
| Alphonse Florsch   | 1976-1987 |                             |
| Daniel Egret       | 1987-1988 | administrateur provisoire   |
| André Heck         | 1988-1990 |                             |
| Michel Crézé       | 1990-1995 |                             |
| Daniel Egret       | 1995-2000 |                             |
| Jean-Marie Hameury | 2000-2006 |                             |
| Olivier Bienaymé   | 2007-2008 | administrateur provisoire   |
| Hervé Wozniak      | 2009-2016 |                             |
| Pierre-Alain Duc   | 2017-     |                             |

### Recherche
Les activités de recherche sont organisées autour de trois équipes scientifiques :
- Astrophysique des hautes énergies : physique des astres compacts, accrétion, éjection, phénomènes gravitationnels et magnétohydrodynamiques.
- Galaxies : populations stellaires, propriétés chimiques et dynamiques de la Galaxie et des galaxies proches, milieu intergalactique, grandes structures, et dynamique gravitationnelle.
- Méthodes de gestion de l'information et exploitation scientifique des grands relevés, en relation avec le centre de données astronomiques de Strasbourg.

### Enseignement
L'observatoire délivre la spécialité astrophysique de la mention physique du Master. Il participe également aux enseignements des licences et Master Sciences, préparation à l'agrégation et au CAPES, à la direction de stage, la formation continue, etc.

### Services d'Observatoire
L'observatoire est membre du consortium Survey Science Center de la mission XMM-Newton, mais c'est probablement le Centre de données astronomiques de Strasbourg (CDS) qui contribue le plus à la renommée de l'établissement. Le CDS offre comme service : Simbad (identification, bibliographie de 9 millions d'objets, hors système solaire), VizieR (service de catalogues), Aladin (atlas du ciel donnant accès à plus de 5 téraoctet d'images et servant de portail à l'observatoire virtuel, et service de bibliographie des journaux astronomiques de référence.

### Diffusion des connaissances
C'est essentiellement le planétarium qui a pour vocation la vulgarisation et la diffusion des connaissances. Depuis 2008, il appartient à l'Université et il déménage des locaux de l'observatoire de Strasbourg en 2023. L’Observatoire maintient cependant une forte activité de diffusion de la culture scientifique et technique lors de divers événements, comme les journées du patrimoine ou la fête de la science.

### Personnel
Le personnel comprend des maîtres de conférences et professeurs d'université, des astronomes adjoints et astronomes, des chargés de recherche et directeurs de recherche CNRS, des chercheurs émérites, des ingénieurs, des techniciens ou des administratifs, des doctorants et des post-doctorants. Avec le personnel temporaire, c'est près de 100 personnes qui travaillent sur le site (en 2024).